# Eimbeckhausen
Eimbeckhausen è una frazione (Ortsteil) della città di Bad Münder am Deister, nel land della Bassa Sassonia, in Germania.

## Storia
Già comune autonomo nel circondario di Springe, fu soppresso e incorporato a Bad Münder am Deister il 1º gennaio 1973.